# Bröderna Dalton blir kidnappade
Bröderna Dalton blir kidnappade (Tortillas pour les Dalton) är ett Lucky Luke-album från 1967. Det är det 31:e albumet i ordningen, och har nummer 9 i den svenska utgivningen. Det var det sista albumet som gavs ut av Dupuis, innan förlagsbytet till Dargaud.

## Handling
Bröderna Dalton för till ett fängelse nära USA:s gräns mot Mexiko.

## Bild
På slutsidorna i den svenskspråkiga versionen visas en målning på tuppfäktning i Chihuahua.

## Svensk utgivning
- Morris; Goscinny, René, (översättare: Kåre Persson) (1973). Bröderna Dalton blir kidnappade. Lucky Lukes äventyr: 9. Stockholm: Albert Bonniers förlag. Libris 7143985. ISBN 91-0-038357-0
- Andra upplagan, 1985, Bonniers Juniorförlag. ISBN 91-48-38357-0
- I Lucky Luke – Den kompletta samlingen ingår albumet i "Lucky Luke 1965-1967". Libris 9888553. ISBN 91-7134-110-2
- Den svenska utgåvan trycktes även som nummer 48 i Tintins äventyrsklubb (1988). Libris 7674065. ISBN 91-7904-231-7
- Serien återtrycktes också i "Vi bröderna Dalton" (1983)